# Kwalliso
As colônias prisionais de trabalho forçado para presos políticos na Coreia do Norte, transliteradas como kwalliso ou kwan-li-so, constituem uma das três formas de prisão política no país, as outras duas sendo as prisões de curta duração e os centros de trabalhos forçados – para contravenções ou crimes mais sérios, respectivamente. No total, estima-se que haja de 80 a 120 mil prisioneiros políticos nos kwalliso.
Diferentemente de outros sistemas penais, os condenados são enviados para os kwalliso sem nenhum processo judicial juntamente com os membros de três gerações de sua família. A duração das prisões varia, mas muitos são condenados a trabalhos forçados pelo resto da vida. Os trabalhos forçados num kwalliso tipicamente incluem mineração – de carvão, ouro e minério de ferro –, corte de árvores e madeira, atividades agrícolas e atividades industriais. Os campos abrigam várias indústrias estatais de itens como roupas, calçados e móveis.
Estimativas sugerem que, no início de 2007, havia seis campos kwalliso operando no país. Originalmente havia 14 campos, mas a maioria deles foi fundido com outros ou fechado, tendo seus prisioneiros transferidos.

## Origens e desenvolvimento
Atrás apenas do desenvolvimento de seu programa nuclear, as violações de direitos humanos que ocorrem na Coreia do Norte dominam a percepção negativa sobre o país. Traçar o desenvolvimento destas prisões, símbolo máximo da opressão nortecoreana, é uma forma de traçar a trajetória da própria nação. Ainda, o advento e o desenvolvimento das prisões estão diretamente ligados ao isolamento do país do resto do mundo e a radicalização estatal.

### Emergência histórica e conceitualização
Em janeiro de 1979, um relatório foi publicado pela Anistia Internacional detalhando a angustiante história de Ali Lameda, um poeta venezuelano preso na Coreia do Norte. Ele foi detido em 1967, mantido preso por um ano sem julgamento, colocado em prisão domiciliar, e então preso novamente por mais seis anos como parte de sua sentença de vinte anos. Este foi o primeiro caso de violação de direitos humanos na Coreia do Norte a ser internacionalmente discutido, embora prisões sistemáticas de indivíduos por motivos políticos acontecessem já há décadas.
O encarceramento de presos políticos não é uma prática unicamente nortecoreana ou stalinista. O sistema prisional da Coreia do Norte foi desenvolvido no governo de Kim Il Sung (1945–94) e ampliado por seus sucessores, e é frequentemente classificado como uma abominação, barbárie ou "holocausto moderno", ou ainda um gulag. Em particular, o uso do termo "gulag" é empregado para lembrar os laços nortecoreanos com a extinta União Soviética, sugerindo que, juntamente com a ideologia comunista, centralização econômica e coletividade, o sistema prisional do país e o tratamento de inimigos políticos são práticas herdadas de Stalin e da União Soviética, implementados pelo governo nortecoreano.

### Influências stalinista e maoista
Desde o início, a Coreia do Nortem tem mantido uma complexa relação com Rússia e China. Imediatamente após o término da Guerra da Coreia em 1953, a Coreia do Norte e Kim Il Sung buscaram a China e a União Soviética para ajuda econômica e militar. Antes da ruptura sino-soviética no início da década de 1960, Kim visitou as capitais de ambos os países várias vezes, mas o distanciamento causou problemas a Kim, que lutava para continuar em bons termos com ambos. De forma geral, Kim deveu à China e à União Soviética a sobrevivência de seu país, e tinha consciência da dominância de ambos. Mas a crescente disputa deu à Kim espaço para manobrar entre as duas potências comunistas, ambas tolerantes pelo receio de perder a Coreia do Norte para o lado oposto.
Embora de acordo com a mitologia nortecoreana Kim seja o criador de toda a forma de política, o líder não foi original em suas ideias. Até mesmo a Juche, tida como uma ideologia corena original, é atribuída a filósofos coreanos mais antigos. Em suma, o modelo para os campos de prisão pode ter vindo dos gulags implantados por Stalin na década de 1930, que ironicamente pode ter chegado à Coreia como uma forma de reação contra o movimento antistalinista, liderado pela União Soviética na década de 1950. Uma outra possibilidade é que o distanciamento de Kim da doutrina soviética indicou uma aproximação com a China maoista.